# ワシラ (アラスカ州)
ワシラ（Wasilla）は、アメリカ合衆国アラスカ州のマタヌスカ=スシトナ郡にある都市。人口は9,054人（2020年）。人口の約1割はアメリカ先住民又はエスキモーが占める。
名称はアラスカ先住民デナイナ族のワシラ酋長の名に因み、部族の言葉で「そよぐ風」を意味する。ロシア統治時代のロシア語では英名でウィリアムにあたるヴァシーリー（vasili）とも呼ばれていた。

## 地理
アンカレジの北67キロメートル、 マタヌスカ＝スシトナ渓谷の中央に位置する。

## 歴史
1917年にクニク - ウィロー・クリーク鉱山の交差点に位置した事と、アラスカ鉄道の建設の際にアンカレジやフェアバンクスとの間に位置していた事などからワシラ市が設立され、第二次世界大戦まで金や石炭の供給基地として発展した。マタヌスカとスシトナ渓谷は1930年代のニューディール政策で農地開拓者が入植した地で、農業や資源開発が行われた。1974年に市制が敷かれた。

## イベント

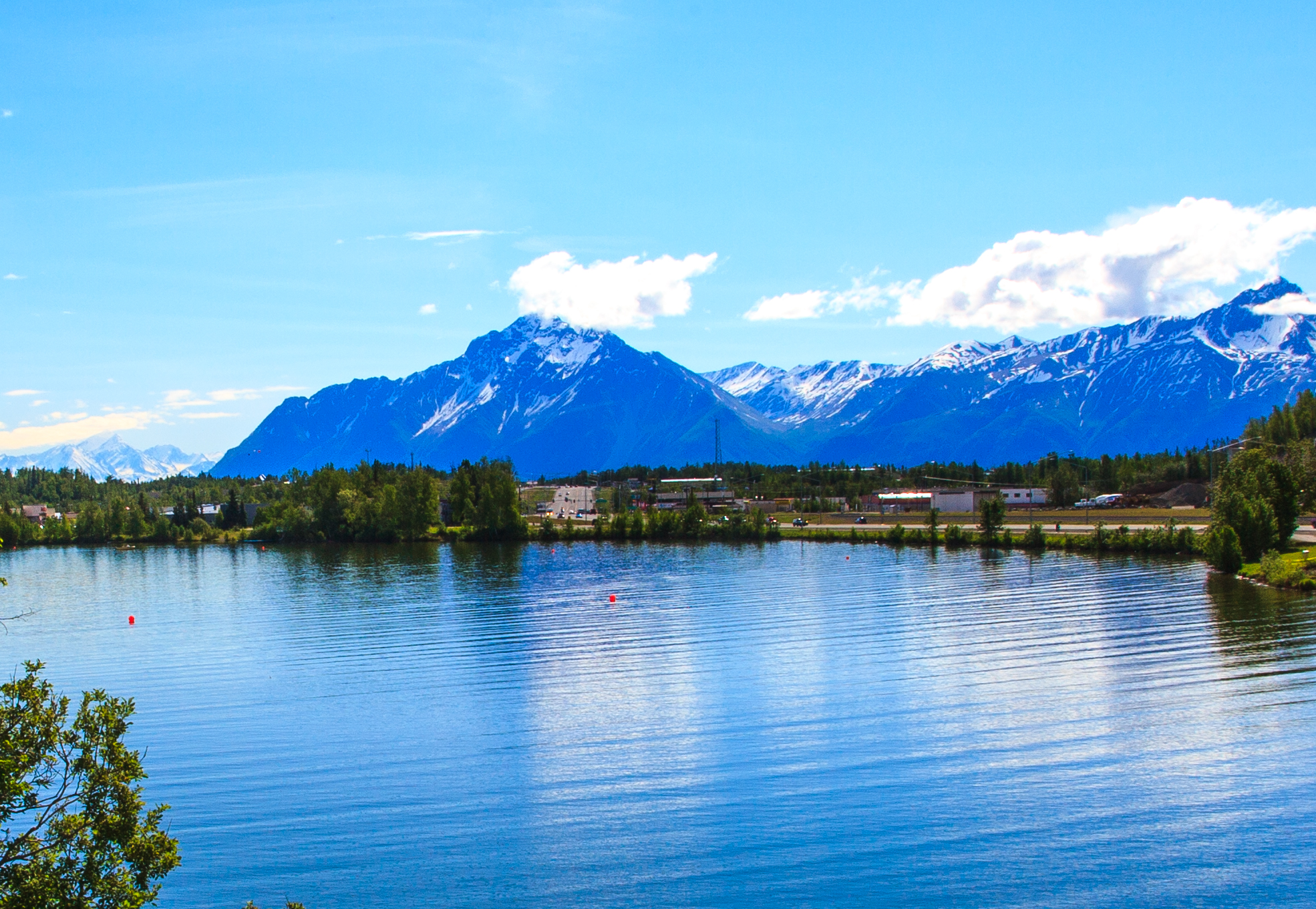
ワシラ湖

毎年3月に、アイディタロッド犬ぞりフェステバルと言う犬ぞりレースなどが開催され、夏には釣りコンテストも開催されている。

## 関係者
元アラスカ州知事で、2008年のアメリカ大統領選挙の共和党の副大統領候補だった、サラ・ペイリンはワシラ出身で、ワシラの市長も務めていた。